# Latnjejaure
Latnjejaure (sv. Ladnijaure) är en sjö i Gällivare kommun i Lappland och ingår i Kalixälvens huvudavrinningsområde. Sjön har en area på 0,34 kvadratkilometer och ligger 446 meter över havet. Latnjejaure ligger i Lina fjällurskog Natura 2000-område.

## Delavrinningsområde
Latnjejaure ingår i det delavrinningsområde (746748-169344) som SMHI kallar för Ovan 746407-169568. Medelhöjden är 463 meter över havet och ytan är 23,84 kvadratkilometer. Räknas de 2 avrinningsområdena uppströms in blir den ackumulerade arean 39,12 kvadratkilometer. Sikträskbäcken (Ammasjoki) som avvattnar avrinningsområdet har biflödesordning 4, vilket innebär att vattnet flödar genom totalt 4 vattendrag innan det når havet efter 252 kilometer. Avrinningsområdet består mestadels av skog (59 procent) och sankmarker (38 procent). Avrinningsområdet har 0,34 kvadratkilometer vattenytor vilket ger det en sjöprocent på 1,4 procent.